# São Vicente e Granadinas nos Jogos Pan-Americanos de 1991
São Vicente e Granadinas nos Jogos Pan-Americanos de 1991 competiram pela 1ª vez como uma nação independente, visto que antes já havia participado dos jogos de Chicago 1959 como parte da Federação das Índias Ocidentais.
Em sua primeira participação o país não conseguiu obter medalhas alguma.